# Gregorius Ekholm
Gregorius Ekholm, född 20 februari 1921 i Stockholm, död 14 november 1985 i Helsingfors, var en finländsk militär.
Ekholm, som under fortsättningskriget tjänstgjorde som löjtnant, tilldelades Mannerheimkorset den 9 juli 1944 och uppnådde majors grad 1975. Han var efter kriget bland annat lagerintendent vid Suomen Siemens Oy 1967–1971 samt ekonomichef och administrativ chef vid Sateko Oy 1971–1979.